# Leegebruch
Leegebruch is een gemeente in de Duitse deelstaat Brandenburg, en maakt deel uit van de Landkreis Oberhavel.
Leegebruch telt 6.957 inwoners.
Birkenwerder ·
Fürstenberg/Havel ·
Glienicke/Nordbahn ·
Gransee ·
Großwoltersdorf ·
Hennigsdorf ·
Hohen Neuendorf ·
Kremmen ·
Leegebruch ·
Liebenwalde ·
Löwenberger Land ·
Mühlenbecker Land ·
Oberkrämer ·
Oranienburg ·
Schönermark ·
Sonnenberg ·
Stechlin ·
Velten ·
Zehdenick